# دوري آيسلندا الممتاز 1943
دوري آيسلندا الممتاز 1943 (بالآيسلندية: Efsta deild karla í knattspyrnu 1943) هو الموسم 32 من  دوري آيسلندا الممتاز. كان عدد الأندية المشاركة فيه  5، وفاز فيه نادي فالور.